# Мері (муніципалітет)
Мері (італ. Merì, сиц. Merì) — муніципалітет в Італії, у регіоні Сицилія,  метрополійне місто Мессіна.
Мері розташоване на відстані близько 480 км на південний схід від Рима, 165 км на схід від Палермо, 27 км на захід від Мессіни.
Населення — 2396 осіб (2014).
Щорічний фестиваль відбувається 25 березня. Покровитель — S.M. Annunziata.

## Демографія
Населення за роками:

Станом на 1 січня 2023 року в муніципалітеті офіційно проживало 180 іноземців з 16 країн, серед них 68 громадян країн Євросоюзу та 1 громадянин України.

## Сусідні муніципалітети
- Барчеллона-Поццо-ді-Готто
- Мілаццо
- Сан-Філіппо-дель-Мела
- Санта-Лучія-дель-Мела